# 借金姉妹
『借金姉妹』（しゃっきんしまい）は2007年4月27日にSelenより発売された日本の18禁アドベンチャーゲーム。
2008年6月27日には『借金姉妹』の純愛ルートを再構築した『借金姉妹2』が発売され、2010年2月26日には、その続編となる『借金姉妹2AfterStory』が発売された。

## 概要
『借金姉妹』は姉妹の借金という弱みに主人公がつけこむという陵辱色の強い作品となっている。主人公と姉妹が親しげになるルートが好評であったため、『借金姉妹2』では基本設定はそのままでストーリーや立ち絵、イベントCGを新規に作り上げて純愛ストーリーとして再構築された。
『借金姉妹』では、香帆・香純の姉妹の両方に手を出した後のルートによっては主人公・弘之が死亡する展開も存在する。
一方、『借金姉妹2』のルートは姉妹を救う共通ルート・姉妹のどちらかと恋人同士になるルート・姉妹の双方と結ばれるハーレムルートの4種類のほか、姉妹と疎遠になるバッドエンドが存在する。

## ストーリー
プロローグ（借金姉妹、借金姉妹2）
主人公・大倉弘之は優等生だったが、父親の後妻に疎まれたことがきっかけで女性不信となり、実家からの月々50万円の仕送りを元手に株式を運用し1000万円強の資産を築き自堕落な生活をおくっていた。そんなある時、学園屈指の美人である宮森香純・香帆姉妹が親の遺した借金で苦しんでおり、利子分の返済すらままならず風俗に送られる瀬戸際にあることを知る。香帆は一人暮らしの弘之に同情し、手作り弁当を提供してくれることになった。借金のため生活の苦しい香帆なので、弘之は弁当代を提供すると共に、姉妹に同情した弘之は自らの資産を増やし無利子で貸そうとする。しかし、教師の香純は善意の申し出を断り、更に香帆が弁当を作ることも有料であることを理由に止めさせてしまう。そして、香帆は弘之が香純にバイトを告げ口したと誤解したため、弘之と絶交状態となってしまう。
借金姉妹
弘之は、善意を全て無下にした香純を、後妻と重ね合わせ、同情から一転して香純を深く憎む。そして、他の男に自由にされるくらいならとヤクザから債権を3000万円で買い取り、香純・香帆姉妹に契約書を突きつけ、「一括返済か、それが出来ないなら闇オークションでおまえらを売買する」と告げる。
借金姉妹2
一度は善意の申し出を断られた弘之だが、香帆の笑顔を守りたいと思い、香帆から香純を説得してもらおうと接触を試みる。一方、弘之は借金を清算するため資産運用や債権者との交渉に奔走する。そんな弘之を見て、香帆と弘之は接近し、香純の頑なな心もいつしか解れていった。借金の返済に目途が経つころには3人の気持ちは大きく変化していく。
香純ルート
借金の返済が遅れ、香純はデリヘルで働かざるをえなくなる。それを知った弘之は彼女の客として、借金返済に協力した。
借金姉妹2 After Story
香純アフターストーリー
学園を卒業した弘之は香純と二人で同居することを考える。
香帆アフターストーリー
香帆と弘之は二人で初めてのクリスマスを過ごすことを夢見ていた。クリスマスイブ当日、弘之のもとに連絡が寄せられる
ハーレムアフターストーリー
弘之が香純と香帆の三人で同居してから数ヶ月。姉妹間のすれ違いがトラブルに発展する。

## 登場人物

### 借金姉妹、借金姉妹2・共通
大倉 弘之（おおくら ひろゆき）
翔陵学園の2年生。父親は開業医で裕福であるが、父親の後妻とうまくいかず家を離れ一人暮らしをするようになった。株の運用の才能があり、親の仕送りを元手に始めている。自称「ドSで不良のロクデナシ」だが人の良さが透けて見える。あるルートでは香帆からいい男として認められる。元々勉強もスポーツも努力していたため、進学校である翔陵学園にうまく入学できた。だが、入学以降は自堕落に過ごしたために学業は芳しくなかったが、エンドによっては「日本で一番とされる大学」に入っている。
宮森 香帆（みやもり かほ）
声：みすみ
翔陵学園の2年生で、香純の妹。家計の助けのために姉には内緒で校則で禁止されているアルバイトをしている。学園のアイドルとして知られている一方、生活に余裕が無いため流行に疎く、男子とも付き合っていない。
世話好きな性格から弘之の食生活を心配したり、真面目であるが姉と違ってノリが良く茶目っ気があり、たまに天然、たまにわざとのボケる彼女との会話を弘之は気に入っている。一方、幼い頃に家族を失っているために、家族に対して強い憧憬を抱いている。
お祭り屋台の景品取りが得意で、幼い頃は景品を乱獲して「微笑みの悪魔」と呼ばれ、テキ屋の間では今や都市伝説と化して語られる恐怖の存在。2のお祭りイベントではまず取れない細工がしてある輪投げの景品を、秘技・祭輪滅乱舞（ひぎ・さいりんめつらんぶ）を繰り出して4つ一度にゲットし、その実力を見せた。
宮森 香純（みやもり かすみ）
声：木村あやか
翔陵学園の教師で、香帆の姉。弘之が1年生の時の担任。熱血教師で、弘之が傷害事件を起こした際に尽力して退学を免れさせ、その後も彼の動向を気に掛けている。
まじめではあるが、融通が利かず規則にうるさい性格で、それが事をややこしくしてしまう。恋愛モードになると極度のヤキモチ焼きで「地雷女」と揶揄されるほど。また、寂しがり屋で香帆と離れて暮らすことに強い抵抗がある。
親の借金を肩代わりすることとなったのは、連帯保証人となっていて相続放棄では借金を清算・放棄を出来なかったためであり、更に同じく連帯保証人となった叔父は商売を行っているため、破産も選択できないので、共同負担をすることとなっている。
『借金姉妹2』の香純ルートでは、返済が遅れ高級デリヘル「エクセレントフェアリー」にて20歳のクリステルという源氏名で勤務する。そのことを知った香帆は20歳を名乗っていることについて大笑いした。
コウ
弘之の飲み仲間であり、かつて傷害事件の責任を弘之に全て押し付けた形になったことで色々と弘之の頼みを融通してくれる。裏社会に通じており宮森家の借金問題解決に重要な役割を果たすが、何の仕事をしているのかなどその正体は作中で明らかになっていない。重要な役どころでありながら立ち絵もセリフすらなく、登場しないことがシリーズ全体を通したネタになっている。
借金取り
いわゆるヤクザ系で債権を裏で転売された借金を回収している。香純を風呂に沈めようとする男だが、意外と男気なところがある。コウの頼みを聞いて融通したり、弘之を評価している。約束はきっちりと守り（弘之が金払いの良い上客と言うのも理由の一つだが）、弘之と決めた期日までは姉妹に手を出してこない。
店長
香帆のアルバイト先のファミレスの店長。実は人妻従業員と不倫の関係にあり、弘之に弱みを握られてしまう。香帆との店内プレイに便宜を図り、嬌声を誤魔化すためにグラスを割るなど、涙ぐましい努力をする。
職場での人間関係に苦心して、店員には慕われており、小人物ではあるが善人である。それが基で下心がないにも関わらず不倫関係に至ってしまったことが『借金姉妹2After Story』で語られている。

### 借金姉妹
ジュリ（源氏名）
愛奴隷ルートで登場する、高級ソープのナンバーワン。美貌とテクニックを誇る。弘之を気に入っており、香純にソープ嬢の大変さを物語る際は、彼がご主人様であることの幸運さを悟らせる。

### 借金姉妹2
マスター
弘之のいきつけのパブ、「りとるうぃんぐ」のマスター。客がほとんどいないので弘之を頼りにしている。かなりの借金を抱えていることから、借金に関する法律に関するだけでなく、借りる相手の心理にも詳しく、宮森家の借金問題に関わる弘之の相談に乗る。
昭和（あだ名）
香帆ルートで登場する、クラスのいじめられっ子。いがぐり頭でだみ声で、昭和の香りがするとの理由からこのあだ名を付けられた。弘之が（期せずして）助けてあげたことで恩にきている。香帆がクラスメイト達に暴行されそうになった時は体を張って香帆を守る。また、香帆を暴行しようとしたクラスメイト達を弘之が叩きのめした時は、証言を買って出て弘之の退学を阻止する役割を果たす。

### 借金姉妹2AfterStory
大倉雅也（おおくら まさや）
香帆ルートで登場する。弘之の父の後妻が産んだ息子であるため、弘之とは半分血の繋がった義弟。雅也の誕生で、後妻は雅也に家を継がせたいという思惑から、弘之を邪険に扱われるキッカケとなってしまった。弘之に懐いており、彼も義母と対立していた当時はともかく頭を冷やした今では唯一、家族愛を持って接する。

## 主題歌
借金姉妹
「seduce」
作詞・歌：川田まみ / 作曲・編曲：井内舞子
借金姉妹2
「Love is money?!」
作詞：KOTOKO / 作曲・編曲：井内舞子 / 歌：詩月カオリ
借金姉妹2AfterStory
「Noblest love」
作詞・歌：MELL / 作曲・編曲：C.G mix

## スタッフ
借金姉妹、借金姉妹2
- シナリオ：矢獲
- 原画・キャラクターデザイン：奧間まさみ
- 音楽：I've

借金姉妹AfterStory
- シナリオ：矢獲、松原和也
- 原画・キャラクターデザイン：奧間まさみ
- SD原画：鈴森ほたる
- 音楽：I've

## 関連商品

### 書籍

#### 小説
レーベルはパラダイム。著者は緒莉。
借金姉妹
- 借金姉妹 パラダイムノベルズ
  - 2007年8月10日発売、ISBN 978-4-89490-844-4

借金姉妹2
- 借金姉妹2 パラダイムノベルズ
  - 上巻 2008年8月29日発売、ISBN 978-4-89490-874-1
  - 下巻 2008年9月30日発売、ISBN 978-4-89490-884-0

借金姉妹AfterStory
- 借金姉妹2AfterStory  パラダイムノベルズ
  - 2010年5月29日発売、ISBN 978-4-89490-959-5

#### ファンブック
- 借金姉妹&借金姉妹2 ビジュアルファンブック
  - 2008年11月25日発売、ISBN 978-4-7756-0342-0、出版社：彩文館出版

### OVA
ブランドはBOOTLEG。
借金姉妹
『借金姉妹 第一章 奴隷誓約書』
- 2007年10月25日発売、品番：DBLG-7350

『借金姉妹 第二章 契約破棄する哀奴隷』
- 2008年3月25日発売、品番：DBLG-7514

### DVDPG
借金姉妹
『借金姉妹DVDPG』
- 2007年10月26日発売、JAN CODE：4541624028019

借金姉妹2
『借金姉妹2DVDPG with サウンドトラック』
- 2009年1月29日発売、JAN CODE：4541624029016

新旧主題歌、全BGMが収録されたサウンドトラックが同梱されている。

### モバイル版
auの18禁アプリとして「虹屋」より「借金義姉妹」としてリリースされた。

## 評価
パソコンゲーム雑誌の編集者である前田尋之の公式サイト「電脳世界のひみつ基地」においてライターの松田は、『借金姉妹2』をいちゃいちゃものの良作だと評し、前作がわからなくも理解できると。